# Monsieur Hire (película)
Monsieur Hire es una película de 1989 dirigida por Patrice Leconte y basada en la novela homónima de Georges Simenon.

## Trama
El sastre Monsieur Hire (en realidad Hirovitch) es una persona extraña y excéntrica. Ni sociable ni amigable, los vecinos lo evitan y los niños se burlan de él. Los únicos contactos sociales en su vida retraída son las visitas ocasionales a prostitutas y un club de bolos, donde Hire se convierte en una estrella admirada por unas horas. En su taller tiene ratones blancos, a los que observa. Y también observa a la gente. Desde que se mudó a la casa de enfrente, la joven vendedora Alice ha sido el foco de su pasión. Tímido, delgado y calvo, mientras la mira en secreto, siempre escucha el mismo disco: la melancólica pieza central de casi dos minutos del cuarto movimiento del Cuarteto para piano N.° 1 en sol menor de Johannes Brahms.
Un día, una joven es asesinada en las inmediaciones. Hire observa cómo el prometido de Alice, Emile, lava la sangre de su abrigo y deposita el bolso de la víctima en su apartamento. Pero el mismo Hire es el objetivo de la investigación policial porque se parece a la descripción aproximada del perpetrador y porque es un bicho raro. El inspector de policía comienza una confrontación psicológica con Hire, en la que no rehúye estigmatizarlo públicamente, por ejemplo haciéndolo correr una y otra vez a su casa frente a todos sus vecinos en una cita local para verificar el testimonio de un testigo.
Durante una tormenta eléctrica, Alice ve por primera vez a Hire observándola en secreto desde su apartamento oscuro cuando es iluminado repentinamente por un relámpago. Ella se sobresalta, pero luego se da cuenta de que él podría ser un cómplice. En el hueco de la escalera escenifica un encuentro casual. A la noche siguiente, se acerca a la ventana y mira directamente a su voyeur por primera vez. Cuando se encuentran en el café de la estación de tren, Hire deja saber que nada de lo que sucede en el departamento de Alice le es ajeno.. Si pudiera denunciar a Emile sin poner en peligro a Alice, lo haría de inmediato. Pero él teme que ella pueda ser arrestada como cómplice porque hace mucho que se enamoró de Alice. A causa de ello le ofrece huir con él a Lausana, donde tiene una pequeña casa. Aunque Alice corresponde a sus caricias, ella solo ama a su prometido Emile, un dandi frívolo que, a su vez, la abandona y huye de la policía por temor a ser arrestado.
Hire escribe una carta al inspector de policía, le da a Alice un boleto para Lausana y abandona a sus ratones en las vías. Luego espera en vano en la estación de tren a que ella aparezca. Regresa a su departamento, donde el inspector ya lo está esperando. Alice ha denunciado a Hire y afirma haber encontrado el bolso de la víctima en su apartamento. Hire no puede enojarse con ella y le dice que ella le dio las mayores alegrías de su vida. Luego trata de huir, se sube al techo de su casa, se cae y es capaz de agarrarse a la canaleta durante un largo momento mientras todos en la calle lo miran. Entonces Hire cae. Mientras cae, su mirada se detiene en la ventana detrás de la cual está parada Alice. Hire muere.
Sólo entonces el inspector lee su carta. Hire escribe que él y Alice ya están muy lejos en este momento. Nombra al verdadero asesino y adjunta la llave de un casillero donde dejó el impermeable de Emile como evidencia. Y le ruega al inspector que no los localice a él y a Alice, con la esperanza de que el inspector respete su felicidad.

## Reparto
| - Michel Blanc: Monsieur Hire - Sandrine Bonnaire: Álice - Luc Thuillier: Émile - André Wilms: El inspector de policía - Eric Bérenger: Gerente del bowling - Marielle Berthon: Pierrette Bourgeois - Felipe Dormoy: François - Marie Gaydu: La masajista | - Michel Morano: El taxista - Nora Noël: La guardiana - Cristiana Reali: La adolescente del bowling - Bernard Soufflet: El tatuador - André Bauduin: El consumidor de panqueques - Rozeen Landrevie: La niña del ramo - Francisco Baudet: El inquilino en el rellano |

## Antecedentes
La novela de Georges Simenon Monsieur Hire se publicó en 1933. Ambientada en el suburbio parisino de Villejuif ("Pueblo judío"), su personaje principal, Hirovitch, desciende de judíos rusos. Más que en la película de Leconte, Simenon abordó el tema de la persecución de un marginado por parte de la sociedad. A diferencia de la película de Leconte, en la novela no revela la verdad. Después de que Hire muere de insuficiencia cardíaca mientras intenta escapar, la vida en el pequeño pueblo, donde todos están convencidos de su culpabilidad, continúa como de costumbre.
Julien Duvivier filmó la novela en 1946, protagonizada por Michel Simon y Viviane Romance como Alicia, titulada Panique.  Adaptado al clima posterior a la Segunda Guerra Mundial, Hire ya no era judío, sino que despertaba asociaciones con un colaborador perseguido por las masas. El material fue filmado nuevamente en 1947 en Portugal bajo el título Barrio y dirigido por Ladislao Vajda.
Antes de Monsieur Hire, Patrice Leconte ya había dirigido seis largometrajes con Michel Blanc, en su mayoría comedias, en las que los dos coescribieron el guion. Monsieur Hire tomó una dirección completamente diferente por primera vez. Originalmente, su película estaba destinada a ser una nueva versión de Panique, pero Monsieur Hire resultó ser más un drama íntimo que un thriller criminal. La atención se centró en el amor por Alice y la estética de la representación. Leconte se consagró con la película como cineasta de autor.
La película se rodó principalmente en estudios, porque no había dos apartamentos que estuvieran uno frente al otro de forma adecuada. Para Leconte era importante que el tiempo y el lugar de la película no fueran fáciles de determinar. La idea del tema musical del cuarto movimiento Rondo alla Zingarese del Piano Quartet No. 1 in G minor de Brahms fue planteada en una etapa tardía por la editora de cine Joëlle Hache. Fue arreglado e interpretado por Michael Nyman. Los primeros planos del tocadiscos se rodaron cuando los decorados ya estaban siendo desmontados.

## Recepción
El sitio de agregación de reseñas Rotten Tomatoes reporta una aprobación del 100% para la película entre 13 críticos, con una calificación promedio de 8.1/10. Rolling Stone dijo que Leconte "ha hecho una película romántica sin apologías a partir de una historia espeluznante", y la llamó "una historia fascinante que profundiza en los rincones más oscuros del corazón". Entertainment Weekly comentó que la trama "involucra de una manera convencional, pero no es lo suficientemente complicada como para trabajar en el nivel de suspenso y misterio", pero "la actuación triste y severa de Blanc atrapa, y Sandrine Bonnaire [...] es la más tierna de mujeres fatales".
El  Léxico del cine internacional opinó que se trata de: “Una película lúgubre sobre una vida paralizada, sentimientos opacos y esperanzas engañosas, que hábilmente dirige la simpatía del espectador. A través de la convincente implementación cinematográfica del material y la excelente interpretación, se desarrolla una lección intensiva sobre la ambivalencia del bien y el mal.
Roger Ebert : “Monsieur Hire es tan deliciosa que casi aguantas la respiración durante la última media hora. Se desarrollan eventos de gran sutileza. […] Monsieur Hire es una película sobre conversaciones que nunca se mantienen, deseos que nunca se expresan, fantasías que nunca se realizan, y un asesinato.
Andreas Kilb: “Monsieur Hire es una película maravillosamente estética, una de las adaptaciones cinematográficas más bellas de Simenon. […] Para expresar lo bien que Michel Blanc encarna este papel, solo puedo pensar en una palabra muy vergonzosa: es brillante. […] Monsieur Hire tiene sólo ochenta minutos de duración. Difícilmente puede ser más corto. Más hermoso tampoco.
Cinema llama a la película una "obra de teatro (Kammerspiel) fuerte y opresiva" y una "una obra maestra psicológicamente sobre la obsesión, la esperanza y una vida congelada que crea la atmósfera más intensa con recursos escasos".

## Premios
- En competición en el Festival de Cine de Cannes de 1989.[10]
- César 1990 al Mejor Sonido. Nominada en otras siete categorías: mejor película, mejor director, mejor actor principal, mejor actriz principal, mejor música de cine, mejor montaje, mejor cartel de película[11]
- Syndicat Français de la Critique de Cinéma (SFCC): Mejor película 1990[12]
- Boston Society of Film Critics (BSFC): Mejor película en lengua extranjera 1991[13]
- Guldbagge: Mejor película extranjera 1992[14]